# Kankaanhaudansaari
Kankaanhaudansaari är en ö i Finland. Den ligger i sjön Saarijärvi och Pikku Saarijärvi och i kommunen Salla i den ekonomiska regionen  Östra Lapplands ekonomiska region  och landskapet Lappland, i den norra delen av landet, 700 km norr om huvudstaden Helsingfors. Öns area är 0,2 hektar och dess största längd är 70 meter i öst-västlig riktning.